# Xã Newton, Quận Jasper, Iowa
Xã Newton (tiếng Anh: Newton Township) là một xã thuộc quận Jasper, tiểu bang Iowa, Hoa Kỳ. Năm 2010, dân số của xã này là 15.576 người.